# Santa Clara do Sul
Santa Clara do Sul é um município brasileiro do estado do Rio Grande do Sul localizado no Vale do Taquari, com população estimada em 6.755 pessoas .

## Emancipação
Anteriormente com território pertencente ao município de Lajeado, Santa Clara do Sul se emancipou em 20 de março de 1992.

## Prefeitos
Lista dos prefeitos da cidade:
| 2025-2028 | Márcio Luiz Haas       | Claudir José Bald      | 2021-2024 | Paulo César Kohlrausch | Fabiano Rogério Immich |
| 2017-2020 | Paulo César Kohlrausch | Fabiano Rogério Immich |           |                        |                        |
| 2013-2016 | Fabiano Rogério Immich | Inácio Hermann         |           |                        |                        |
| 2009-2012 | Paulo César Kohlrausch | Inácio Hermann         |           |                        |                        |
| 2005-2008 | Paulo César Kohlrausch | Paulo Renato Schabbach |           |                        |                        |
| 2001-2004 | José Antônio Adams     | Airton Stoll           |           |                        |                        |
| 1997-2000 | José Antônio Adams     | Airton Stoll           |           |                        |                        |
| 1993-1996 | Paulo Renato Schabbach | Ivo Wickert            |           |                        |                        |